# Eutelia poliochroa
Eutelia poliochroa là một loài bướm đêm trong họ Noctuidae.